# الكلية الأسترالية للقابلات
الكلية الأسترالية للقابلات (اختصارًا ACM) هي منظمة مهنية تمثل القابلات وسياسة القبالة في أستراليا. تأسست في عام 1984، عندما اجتمعت جمعيات القبالة في عدد من الولايات والأقاليم لإنشاء هيئة وطنية للقابلات الأستراليات.
يحكم الكلية الأسترالية للقابلات مجلس إدارة مكون من تسعة أعضاء، وثمانية أعضاء منتخبون من كل ولاية أو إقليم، والرئيس التنفيذي هيلين وايت.